# Elisabeth Baumgartner
Elisabeth Baumgartner (Trub, 25 maart 1889 - aldaar, 7 mei 1957) was een Zwitserse schrijfster.

## Biografie
Elisabeth Baumgartner was een dochter van Johann Siegenthaler, een landbouwer, en huwde in 1909 met Christian Baumgartner, eveneens een landbouwer. Ze kregen zes kinderen. Baumgartner leefde haar hele leven in Trub. Ze schreef verscheidene theaterstukken over onderwerpen die veelal waren ontleend uit werk van de Zwitserse auteur Jeremias Gotthelf, zoals D'Lindouere in 1936, Ueli der Chnächt in 1937 en Ueli der Pächter in 1954. Ze stond ook bekend omwille van de hoorspelen die zij schreef. In 1951 gaf ze de verhalenbundel Chlynni Wält uit, die in 1991 werd heruitgegeven. Tevens was ze lid van de Bernse schrijversvereniging.

## Werken
- (de)  Chlynni Wält, 1951.